# Codó
Codó är en ort och kommun och i delstaten Maranhão i den nordöstra regionen i Brasilien. Folkmängden i centralorten var år 2010 cirka 81 000, med totalt cirka 120 000 invånare i hela kommunen år 2014. Bacabal ligger vid Itapecurufloden.

## Administrativ indelning
Kommunen var år 2010 indelad i tre distrikt:
- Codó
- Codozinho
- São Raimundo de Codó